# مهنت (أوزون)
مهنت هي بلدة في مقاطعة أوزون في ولاية صرخنداريا في أوزبكستان.